# Gerhard Boldt (Rechtswissenschaftler)
Gerhard Boldt (* 24. Oktober 1901 in Dortmund; † 10. Juni 1992 ebenda) war ein deutscher Rechtswissenschaftler und Richter am Bundesarbeitsgericht in Kassel.

## Leben
Im Jahr 1922 promovierte Gerhard Boldt zum Dr. jur. und 1924 zum Dr. rer. pol. 1928 trat Gerhard Boldt als Justiziar bei der Deutschen Erdöl-AG in Berlin ein und blieb bis 1934. Als Chefjustiziar der Harpener Bergbau-AG in Dortmund fungierte er von 1934 bis 1955.
An der Universität Münster lehrte er Bergrecht von 1946 an. 1952 wurde er Honorarprofessor und Mitdirektor des Instituts für Bergrecht und Energierecht an der Universität Münster.
Boldt ist mit zahlreichen wissenschaftlichen Veröffentlichungen auf dem Gebiet des Bergrechts und des Bergarbeitsrechts hervorgetreten. Er hat sich außerdem mit dem Leben und Wirken bedeutender Bergrechtler befasst, namentlich mit Hermann Brassert.
1955 wurde er zum Richter am Bundesarbeitsgericht berufen und war dort von 1959 bis 1969 Senatspräsident.
Boldt war Mitbegründer eines Kommentars zum Bundesberggesetz und Mitherausgeber der Zeitschrift für Arbeitsrecht. 1969 war er außerdem Gründungsmitglied des Kuratoriums für Heimdialyse KfH.
Sein Nachlass befindet sich im Bergbau-Archiv Bochum.

## Ehrungen
- 1969: Großes Verdienstkreuz mit Stern der Bundesrepublik Deutschland

## Veröffentlichungen (Auswahl)
- Das allgemeine Berggesetz vom 24. Juni 1865 in der gegenwärtig geltenden Fassung und die bergrechtlichen Nebengesetze, Münster 1948 (Aschendorffs juristische Handbücherei. 6)
- Staat und Bergbau. Der Einfluß des Staates auf die rechtliche Gestaltung und wirtschaftliche Struktur des westdeutschen Bergbaus, München/Berlin 1950 (= Schriften des Instituts für Wirtschaftsrecht an der Universität Köln. 2)
- Das Recht des Bergmanns unter besonderer Berücksichtigung des Ruhrbergbaus, 3. Aufl., Recklinghausen 1960
- Hermann Brassert. Sein Leben und Wirken, in: Zeitschrift für Bergrecht 106, 1965, S. 42–53
- Die Einwirkungen der industriellen Revolution auf das Bergarbeitsrecht in Deutschland, in: Der Anschnitt 29, 1977, S. 88–101
- Leben und Wirken namhafter Lehrer und Praktiker des Bergrechts. Heymann, Köln, Berlin, Bonn, München 1974, ISBN 3-452-17792-0.